# مهرالنسا بیگم
مهرالنسا بیگم (زاده ۱۶۰۵)، که به نام لادلی بیگم نیز شناخته می‌شود، دختر ملکه نورجهان و نخستین همسرش شیرافگن در امپراتوری گورکانی بود. او همسر شاهزاده شهریار میرزا، پسر جهانگیرشاه گورکانی بود.

## اوایل زندگی
مهرالنسا بیگم دختر علی قلی بیگ با لقب شیرافگن خان بود. مادرش مهرالنسا خانم، دختر میرزا غیاث بیگ معروف به اعتمادالدوله بود. او همچنین دختر عمه ممتاز محل، همسر شاه جهان، بود. او و مادرش پس از مرگ شیرافگن خان در سال ۱۶۰۷، توسط جهانگیرشاه به دربار آگره فرا خوانده شدند تا به عنوان ملازمان مادر امپراتور رقیه سلطان بیگم، که همسر اصلی اکبر کبیر بود، کار کنند. مادر او در سال ۱۶۱۱ با جهانگیرشاه ازدواج و عنوان نورجهان بیگم را دریافت کرد.
نورجهان در سال ۱۶۱۷ برنامه داشت تا مهرالنسا را با خسرو میرزا گورکانی، پسر بزرگ جهانگیر، ازدواج کند تا بتواند دوباره او را با شاهزاده خرم میرزا (امپراتور شاه جهان آینده) جایگزین و به عنوان ولیعهد کشور برگزیند. خسرو میرزا با این حال این پیشنهاد را رد کرد؛ چرا که او همسر خود که دختر میرزا عزیز کوکا بود و در سال‌های طولانی زندان و نابینایی با او همراه بود، را دوست داشت.

## ازدواج
در حدودد ۱۶ سالگی مهرالنسا جهانگیر از او خواست تا با پسرش شهریار ازدواج کند. او در ۲۲ دسامبر ۱۶۲۰ مبلغ صد هزار روپیه و کالا را همراه با بزرگان کشور به عنوان هدیه به محله میرزا غیاث بیگ فرستاد. یک جشن بزرگ با نهایت دقت در محله غیاث بیگ برگزار شد. جهانگیر با همراهی بانوان حرمسرا شاهنشاهی نیز به آنجا رفت.
ازدواج در ۲۳ آوریل ۱۶۲۱ در خانه غیاث بیگ انجام شد.در اینجا دوباره جهانگیر با همراهی بانوان حرمسرا شاهنشاهی در جشن‌ها شرکت می‌کرد. پس از سپری شدن هشت غاری از پنجشنبه شب، عروسی با شگون مطلوب برگزار شد.
محمد شریف معتمد خان، که از نزدیک وقایع را مشاهده می‌کرد، معتقد بود که کارهای نورجهان امنیت دولت را به خطر می‌اندازد. مهرالنسا در ۱۳ سپتامبر ۱۶۲۳ نخستین و تنها فرزند خود را که دختری به نام ارزنی بیگم بود، به دنیا آورد.
با مرگ جهانگیر در ۲۸ اکتبر ۱۶۲۷، شهریار، همسر مهرالنسا، همان‌طور که نورجهان می‌خواست در لاهور تاج‌گذاری کرد. شاه جهان در ۱۹ ژانویه ۱۶۲۸ تاج‌گذاری کرد و در، ۲۳ ژانویه، دستور به اعدام شهریار؛ پسران شاهزاده دانیال میرزا به نام‌های تهمورث میرزا و هوشنگ میرزا، پسر شاهزاده خسرو میرزا گورکانی به نام داوربخش میرزا و گرشاسپ میرزا را داد.